# مينيكي شيبر
مينيكي شيبر (بالهولندية: Mineke Schipper) (ولدت في 6 ديسمبر 1938 في بولسبروك) هي مؤلفة هولندية للكتابات الواقعية والخيالية. وبصفتها باحثة اشتهرت بعملها في أساطير الأدب المقارن والدراسات بين الثقافات. درست في جامعة أوتريخت، وفي الجامعة الحرة بأمستردام
.

## جوائز
حصلت على جوائز منها:
- Eureka Prize for Science Communication  [لغات أخرى]‏2005